# 1293 Соња
1293 Соња (енгл. 1293 Sonja) је Марсов тројански астероид са пречником од приближно 7,80 .
Афел астероида је на удаљености од 2,840 астрономских јединица (АЈ) од Сунца, а перихел на 1,615 АЈ.
Ексцентрицитет орбите износи 0,274, инклинација (нагиб) орбите у односу на раван еклиптике 5,364 степени, а орбитални период износи 1214,516 дана (3,325 године).
Апсолутна магнитуда астероида је 12,00 а геометријски албедо 0,459.
Астероид је откривен 26. септембра 1933. године.